# Ênio Pipino
Ênio Pipino (Penápolis, São Paulo, 12 de junho de 1917 - Bebedouro, São Paulo, 16 de junho de 1995) foi um empresário brasileiro. Seus pais nasceram na cidade italiana de Pinerolo, província de Torino e emigraram para o Brasil no final do século XIX. Como a maioria dos imigrantes italianos da época, foram trabalhar nas lavouras de café.

## Juventude
Em 1928, a família mudou-se para Presidente Venceslau, onde estudou e dedicou-se ao trabalho, inicialmente como auxiliar de telegrafista da Estrada da Ferro Sorocaba. Em seguida, juntamente com seu pai montou um curtume. Casou-se com a jovem Nilza de Oliveira Pipino e logo começou a trabalhar como correspondente comercial dos bancos do Brasil.

## Política
Em 1942, foi nomeado Juiz de Paz, exercendo o cargo por três anos. Em 1945 foi nomeado Prefeito Interventor de Presidente Venceslau, cargo que ocupou durante dois anos. No ano de 1948, foi eleito Prefeito de Presidente Venceslau e em 1952 ocupou o cargo de Presidente da Câmara Municipal.

## Colonização no Estado do Paraná
Juntamente com seu amigo João Pedro Moreira de Carvalho fundou, em 1948, a Sociedade Imobiliária Noroeste do Paraná, mais conhecida como Sinop Terras S/A. Em 1954, estabeleceu-se no Estado do Paraná, onde fundou várias cidades como: Terra Rica, Formosa do Oeste, Iporã, Ubiratã, Jesuítas dentre outras.

## Colonização do norte do Estado de Mato Grosso
No inicio da década de 1970, o norte de Mato Grosso era apenas um imenso vazio demográfico. Numa área de 645 mil hectares denominado Gleba Celeste, iniciou a colonização. Na altura do Km 500 da BR-163, dividiu a Gleba em sítios, fazendas, chácaras e implantando as cidades de Vera, Sinop, Santa Carmem e Cláudia, atraindo milhares de brasileiros, principalmente do sul do pais.
Em 1979, fundou a Agro Química Industrial S/A, complexo alcooleiro destinado a produção de álcool de mandioca com tecnologia alemã. Em 1981, a empresa começou a funcionar, atraindo um elevado número de pessoas a Sinop. Em razão de problemas de ordem administrativo-financeiros e mudanças na política do Governo Federal, a Agro Química passou a enfrentar dificuldades, mas apesar da luta incessante de Ênio, e empresa encerrou suas atividades alguns anos depois.
Foi convidado e participou de várias comitivas realizadas pelo Governo Federal, como empresário, em viagens para Alemanha, Chile, Argentina, Paraguai, França, Estados Unidos, Canadá, China, Japão, etc.

## Morte
Ênio faleceu em Bebedouro, estado de São Paulo, em 16 de junho de 1995, aos 78 anos de idade, logo após ter participado do sepultamento do seu amigo e sócio João Pedro Moreira de Carvalho.

## Méritos e homenagens
Recebeu um grande número de títulos e condecorações como:
- Cidadão Benemérito do Estado do Paraná
- Cidadão Honorário do Estado de Mato Grosso
- Cidadão Benemérito no grau de Grã Cruz da Academia Santa Helena de Humanismo e História da cidade do Rio de Janeiro
- Comendador da Ordem Giuseppe Garibaldi
- Benfeitor da Santa Casa de Misericórdia de Presidente Venceslau
- Medalha D. Pedro II da Ordem da Solidariedade São Paulo
- Membro do Comitê Setorial de Agricultura do Fórum das Américas
- Colar José de Anchieta pelo Instituto Histórico e Cultural
- Medalha do Mérito Agrícola pela Confederação Nacional da Agricultura em Brasília
- Título de Cidadão Venceslauense
- Título e Comenda Grau de Comendador da Ordem do Mérito da Aeronáutica
- Título de Cidadão Honorário de Sinop
- Medalha do Mérito Industrial da Federação das Indústrias do Estado de Mato Grosso

Ênio também foi homenageado com nomeações de inúmeras ruas e escolas em inúmeras cidades de São Paulo, Paraná e Mato Grosso.